# Шмидт-Иссерштедт, Ханс
Ханс Эрнст Шмидт-Иссерштедт (нем. Hans Schmidt-Isserstedt, 5 мая 1900, Берлин — 28 мая 1973, Хольм) — немецкий дирижёр.

## Биография
Учился в Гейдельберге, Мюнстере и Берлине. Был дирижёром в Вуппертале, Ростоке, Дармштадте.
В 1935—1942 был дирижёром Гамбургской оперы, в 1942—1945 — Берлинской государственной оперы.
В 1945—1971 годах руководил основанным им оркестром Северогерманского радио в Гамбурге. В 1955—1964 одновременно руководил Королевским Стокгольмским филармоническим оркестром.
Гастролировал в СССР.
Осуществил запись всех симфоний и фортепианных концертов Людвига ван Бетховена, всех симфоний Иоганнеса Брамса.